# 南幌町家族殺害事件
南幌町家族殺害事件（なんぽろちょうかぞくさつがいじけん）とは、2014年10月1日に北海道空知郡南幌町で発生した、女子高生が母親と祖母を殺害した事件。
犯行当日は同居する姉の帰宅が遅く、家に母親と祖母以外の家族がいない日を選んで犯行を行った。犯行を行った後に110番に通報し、姉の運転する車で凶器の包丁や軍手を公園に捨てたと供述しており、凶器とみられる刃物が公園から押収されている。

## 事件のあらまし
2014年10月1日深夜1時、地元の薬局に勤める長女が帰宅した際に、1階の寝室で母親が、2階の寝室で母方の祖母が寝間着姿のまま死亡しているのを発見した。母親は喉仏から頸動脈まで切り裂かれ、祖母は頭と胸を中心に7か所刺され、二人とも失血性ショック死だった。警察の事情聴取に対し、三女は「寝ていたのでわからない」と答えたが、のちに犯行を認めた。凶器は台所の包丁で、軍手や衣類とともに、自宅から5km離れた公園内の小川で発見された。この証拠隠滅には姉も関わっていた。
2015年1月、三女は札幌家庭裁判所で責任能力を認めた上で被害者による虐待が動機に影響しているとされて、医療少年院送致とする保護処分を決定した。
長女はのちに睡眠導入剤や手袋を用意して殺人の手助けをしたとして殺人幇助で在宅起訴された。

## 犯行の動機
取り調べに対し、少女は犯行の動機を「しつけが厳しく、逃れたくて殺した」としている。
報道されている虐待の目撃談は以下のとおり。
- 頻繁に雪かきや草むしりをさせられていた。
- 祖母の飼っている犬の散歩をするため、毎日夕方5時までに帰るよう命じられており、学校から走って帰っていた。
- 冬に車庫の前に立たされていた。
- 少女だけ表玄関の使用を禁じられ、勝手口を使っていた。
- 生垣の手入れを全部させられていた。祖母は窓から杖で指示していた。
- 小学生時代、ランドセルを買ってもらえず、風呂敷で通っていた。
- 少女だけ、二段ベッドの置かれた離れで寝起きしていた。
- 裸で屋外にほうり出され、祖母から頭から水をかけられては笑われていた。

少女はこれに加え裁判で「生ごみを食べさせられていた」と証言している。
同級生の親らが減刑のための署名（嘆願書）を1万以上集め、同年11月に札幌地方検察庁に提出した。

## 家庭の状況
水道工事関係の仕事をする父、母、長女が20年前に札幌市から南幌町に引っ越し、次女、三女が生まれた。その数年後、夫を亡くした祖母が同居。祖母は、亡夫の遺産や生命保険を手にしたほか、株投資でも成功している。一家の住む一戸建ては、一家が南幌町に移り住む前に株投資で成功した祖母が建てたものだった。父と祖母の折り合いが悪くなり、2年後両親が離婚し、父が家を出た。次女は後に、町外の親戚宅に家出し、保護されている。躾と称した虐待のターゲットは当初、次女であった。虐待は次女の幼稚園児時代から行われた。次女が小学生の頃、学校の担任、近所の商店へ家出し、助けを求めていたが、「暴力は親の愛情だから」と述べ、最終的に母親に通告し、次女は家に返されていた。以降、床下に閉じ込める、アザにならないように殴る、首を締めるなどの陰湿な虐待に変わった。保護後、当時の学校長は、「家出をするなんてなんて子どもだ」と父親にコメントをしている。次女も学校の成績が良く、正義感の強い子どもだった。次女は「自分が居なくなればこの家族は幸せに楽しく生活できる。虐待は消える。」「ここにいて生きていても、母親に殺されて死んでも迷惑がかかる」と感じ、離婚を機に自ら家出し、父親方の祖父母の家に行き保護された。。

## 長女の裁判
殺害計画を知りながら三女の求めに応じて睡眠導入剤とゴム手袋を提供したとして殺人幇助の罪に問われた長女の裁判員裁判が2016年2月に札幌地裁で行なわれ、懲役4年の求刑に対し、「子供のころに虐待というべき日常生活を余儀なくされた影響が大きい」として、懲役3年・執行猶予5年が言い渡された。「長女の『祖母がいなくなればいい』という言動は三女の決意を後押ししたが、用意した薬やゴム手袋は実際の殺害行為を助けるものではなく、目に見えた効果は少ない」とされた。
長女によると、祖母は「子供は一人でいい。犬猫みたいで嫌だ」と言い、三女が泣くと口から頭までガムテープで巻くなど、虐待を続け、母親はそれをただ見ているだけだったという。三女の就学前の2004年2月には、祖母に足をかけられて頭に重傷を負って救急車で運ばれた三女を児童相談所が「虐待の疑いがある」と判断して一時保護したが、母親が迎えに来て自宅に戻された。長女は「大人を頼ることはできないと思った」 と証言。「床下の収納部分に閉じ込められたり、冬でも裸で外に出されたりして水をかけられる」など、三女への虐待は一層深刻化した。三女が高校生になると家の仕事さえやれば何も言われなくなり、暴力や嫌がらせは減っていたが、長女が交際していた男性との同居を望み祖母から罵られた際に、長女と三女のせいで祖母と母がこの世からいなくなるという妄想話をした。三女は供述調書で、この時、姉も（祖母を殺害したいという）同じ気持ちであることを知ったと証言、事件前、友人との電話で殺害の意思を伝え、「自分とお姉ちゃんの自由のため」と答えたという。
2016年2月に長女への懲役3年執行猶予5年の判決が下り、検察、被告人とも控訴せず判決が確定した。